# I volontari
I volontari è un film italiano del 1998, pellicola d'esordio del regista Domenico Costanzo.

## Trama
Film a episodi con storie che fanno capo ad una associazione di volontariato sociale e di soccorso.